# Armengol Sampérez
Armengol Sampérez y Ladrón de Guevara (Badajoz, c. 1882 - id., 13 de octubre de 1936) fue un gimnasta y político español de Extremadura. Hijo de Luciano Sampérez, creador del Gran Gimnasio de Badajoz, sustituyó a su padre en la dirección del mismo en 1903.

## Biografía
Destacado gimnasta y profesor titulado en la materia, desde muy joven impulso los deportes en Extremadura como fue la introducción del baloncesto, la preparación gimnástica de los jóvenes y la de un equipo para competir en la Olimpiada Popular de Barcelona de julio de 1936. Estaba casado y no tenía hijos, quedando a su cargo la educación de varios de sus sobrinos. Como gimnasta, era considerado ejemplar, muy meticuloso y gran amante de su trabajo como profesor. En lo político, era un hombre moderado y comprometido, miembro de Izquierda Republicana y en abril de 1936 había sido elegido compromisario para la elección del Presidente de la República por la circunscripción electoral de Badajoz.
La Olimpiada Popular se iba a celebrar entre el 22 y el 26 de julio de 1936. Para ello Armengol Sampérez, nombrado por el gobernador civil, había preparado un destacado equipo de dieciséis atlestas que representarían a la provincia de Badajoz y participarían en las pruebas de velociodad de 100, 200 y 300 metros, salto de longitud, de altura, pértiga, boxeo, relevos, ciclismo y lanzamiento de jabalina. Poco después de llegar a Barcelona en tren se produjo el golpe de Estado que dio lugar a la Guerra Civil, por lo que las competiciones quedaron suspendidas. Armengol consiguió pasaje en barco a Valencia para todo el equipo y, después, a Madrid, debiendo esperar allí varios días dada la situación de guerra hasta que pudieron retomar rumbo, llegando a Badajoz a primeros de agosto. Poco después de llegar y dada la situación de Extremadura a las puertas de ser ocupada por las tropas sublevadas, huyó a Portugal, siendo detenido en Lisboa y devuelto a Badajoz. Allí fue detenido, juzgado y condenado a pena de muerte en un proceso sumarísimo y ejecutado por las tropas franquistas, siéndole incautadas su propiedades, entre las que se encontraban una bodega de vinos en Villafranca de los Barros adquirida por herencia familiar.
En 1941, cinco años después de su muerte, fue condenado al pago de mil pesetas por haber sido compromisario en 1936, multa que debió pagar la familia, y veinticuatro años después, en 1960, fue indultado "por razones de pública conveniencia".